# Rothesütte
Rothesütte is een stadsdeel van Ellrich in het district Nordhausen in Thüringen in Duitsland. De postcode van Rothesütte is 99755. Het aantal inwoners bedraagt ongeveer 140 (2006). Rothesütte is de noordelijkste plaats van Thüringen.